# División de Shaheed Benazirabad
La división de Shaheed Benazirabad (en urdu : شہید بینظیر آباد ڈویژن) es una subdivisión administrativa de la provincia de Sind en Pakistán. Cuenta con 5,3 millones de habitantes en 2017, y su capital es Nawabshah.
Si bien todas las divisiones pakistaníes fueron derogadas en 2000 y luego restablecidas en 2011 por el gobierno provincial, la división de Shaheed Benazirabad fue creada en 2014 segregando la división de Sukkur de Mirpur Khas.
La división reagrupa los distritos siguientes:
- Naushahro Feroze
- Shaheed Benazirabad
- Sanghar